# Чуварез
Чуваре́з (рос. Чуварез, башк. Сыбаръяҙ) — присілок у складі Уфимського району Башкортостану, Росія. Входить до складу Черкаської сільської ради.
Населення — 216 осіб (2010; 212 в 2002).
Національний склад:
- росіяни — 84 %